# 쇼어 경도

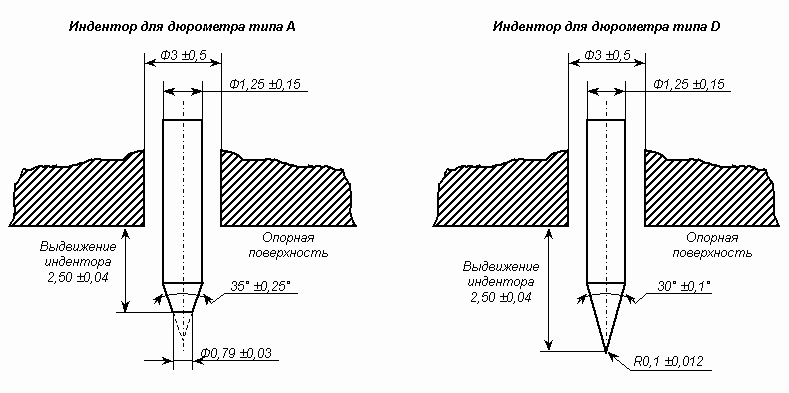

쇼어 경도(shore hardness)는 작은 다이아몬드를 끝 부분에 고정시킨 낙하 물체를 일정한 높이에서 낙하시켰을 때 반발하여 올라온 높이를 측정하는 것이다.